# Веланидија
Веланидија (грч. Βελανιδιά) је насељено место у општини Горуша у периферији Западна Македонија, Грчка. Према попису из 2021. године био је 51 становник.
Према бугарском географу и историчару, Василу Канчову, у Веланидији је 1900. године живело 220 Грка. Веланидија се налази у области Населица, која је некада била насељена словенским становништвом које је касније хеленизовано. Село се раније звало Шербадес.